# Onthophagus coprimorphus
Onthophagus coprimorphus är en skalbaggsart som beskrevs av Gillet 1930. Onthophagus coprimorphus ingår i släktet Onthophagus och familjen bladhorningar. Inga underarter finns listade i Catalogue of Life.